# Прогнозування попиту
Прогнозування попиту — це процес оцінювання попиту споживачів протягом певного майбутнього періоду. Як правило, прогнозування попиту враховує історичні дані та іншу аналітичну інформацію для отримання найточніших прогнозів. Зокрема, методи прогнозування попиту передбачають використання передбачувальної аналітики на основі історичних даних для розуміння та прогнозування попиту споживачів, щоб зрозуміти ключові економічні умови та допомогти прийняти важливі рішення щодо пропозиції для оптимізації прибутковості бізнесу.
Методи прогнозування попиту поділяються на дві основні категорії: якісні та кількісні методи. Якісні методи базуються на експертній думці та інформації, зібраній на місцях. Здебільшого якісні методи використовуються в ситуаціях, коли для аналізу доступно мало даних. Наприклад, коли бізнес або продукт нещодавно були виведені на ринок. Відповідно, кількісні методи використовують дані та аналітичні інструменти для створення прогнозів. Прогнозування попиту можна використовувати для планування виробництва, управління запасами, а іноді й для оцінки майбутніх потреб у виробничих потужностях або для прийняття рішень щодо виходу на новий ринок.

## Значення прогнозування попиту для бізнесу
Прогнозування попиту відіграє важливу роль для бізнесу в різних галузях, зокрема, у зниженні ризиків підприємницької діяльності. Однак відомо, що компанії стикаються з труднощами через тонкощі проведення аналізу, зокрема кількісного. Проте розуміння потреб споживачів є невід'ємною частиною будь-якої галузі, яка дозволяє бізнес-планам реалізовуватися ефективніше та відповідати потребам ринку. Освоєння підприємствами концепції прогнозування попиту, може призвести до кількох переваг. Серед цих переваг — скорочення відходів, більш оптимальний розподіл ресурсів і потенційно суттєве збільшення продажів і доходів.
Серед задач, які підприємства можуть розв'язати за допомогою прогнозування попиту, будуть:
1. Досягнення цілей. Більшість успішних організацій матимуть заздалегідь визначені траєкторії зростання та довгострокові плани, щоб гарантувати, що бізнес працює з оптимальними можливостями. Маючи розуміння майбутнього попиту на ринках, підприємства можуть діяти на випередження, забезпечуючи відповідність своїх цілей тенденціям розвитку галузі.
2. Бізнес-рішення. Маючи досконале розуміння майбутнього попиту в галузі, керівництво та ключові члени правління можуть приймати стратегічні бізнес-рішення щодо досягнення цілей, які можуть підвищити прибутковість і забезпечити зростання бізнесу. Ці рішення, як правило, пов'язані з поняттями потужності, орієнтації на ринок, сировини та розуміння прямих контрактів з постачальником.
3. Зростання. Маючи точне розуміння майбутніх прогнозів, компанії можуть оцінити потребу в розширенні протягом періоду часу, який дозволить їм зробити це економічно ефективно.
4. Управління людським капіталом. Враховуючи, що прогнозування попиту, як правило, розкриває інформацію про технологічний розвиток і виробництво, компанії можуть отримати вигоду від планування навчання співробітників, щоб переконатися, що персонал добре навчений та володіє новими технологічними тенденціями. Це допоможе забезпечити оптимальну роботу організації.
5. Фінансове планування. Дуже важливо розуміти прогнози попиту, щоб ефективно скласти бюджет для майбутніх операцій. Всебічний прогноз попиту допоможе розкрити потенційні майбутні витрати та доходи.

## Методи прогнозування попиту
Існують різні статистичні та економетричні методи аналізу, які використовуються для прогнозування попиту. Процес прогнозування попиту можна розбити на сім етапів, які описуються як:

### Етап 1: Формулювання теорії або гіпотези
Першим кроком до прогнозування попиту є визначення набору цілей або інформації для виведення різних бізнес-стратегій. Ці цілі базуються на ряді гіпотез, які зазвичай походять із суміші економічної теорії або попередніх емпіричних досліджень. Наприклад, менеджер може забажати знайти оптимальну ціну та обсяг виробництва для нового продукту, виходячи з того, як еластичність попиту вплинула на попередні продажі компанії.

### Етап 2: Специфікація моделі
Існує багато різних економетричних моделей, які відрізняються залежно від аналізу, який хочуть виконати керівники. Тип моделі, яка вибирається для прогнозування попиту, залежить від багатьох різних аспектів, таких як тип отриманих даних або кількість спостережень тощо. На цьому етапі важливо визначити тип змінних, які будуть використовуватися для прогнозування попиту. Основним статистичним методом прогнозування є регресійний аналіз. Існує багато різних типів регресійного аналізу, але в основному вони забезпечують аналіз того, як одна або кілька змінних впливають на залежну змінну, що вимірюється. Прикладом моделі для прогнозування попиту є регресійна модель прогнозування попиту М. Рудмана (1986) для вимірювання впливу сезонності на вимірювану точку даних. Модель базується на моделі лінійної регресії та використовується для вимірювання лінійних трендів на основі сезонних циклів та їх впливу на попит, тобто, сезонний попит на товар, заснований на розпродажах влітку та взимку.
Модель лінійної регресії описується так:
{\displaystyle Y_{i}=\beta _{0}+\beta _{1}X_{i}+e}
Де {\displaystyle Y_{i}} є залежною змінною, {\displaystyle \beta _{0}} — це значення зсуву, {\displaystyle \beta _{1}} — коефіцієнт нахилу, {\displaystyle X_{i}} є незалежною змінною і {\displaystyle e} — це помилка.
Приклад використання лінійної регресії та інших моделей можна знайти в онлайн-книзі.

### Етап 3: Збір даних
Після того, як визначено тип моделі на етапі 2 необхідно визначити, які саме дані потрібні та яким методом їх збирати. В ідеальному випадку спочатку необхідно обрати модель, а потім визначити змінні, які потрібно зібрати. З іншого боку, вибір бажаної моделі прогнозування, має враховувати наявні дані або методи збору даних, щоб сформулювати правильну модель. Для збору даних використовують методи даних часових рядів і перехресних даних. Дані часових рядів базуються на історичних спостереженнях проведених послідовно в часі. Ці спостереження використовуються для отримання відповідних статистичних даних, характеристик і розуміння даних. Точками даних, які можна зібрати за допомогою даних часових рядів, можуть бути продажі, ціни, виробничі витрати на відповідних часових інтервалах, це можуть бути дані по тижням, місяцям, кварталам, рокам або по будь-якому іншому регулярному інтервалу. Перехресні дані стосуються даних, зібраних про один об'єкт у різні періоди часу. Перехресні дані, які використовуються для прогнозування попиту, зазвичай відображають дані, зібрані від окремої особи, фірми, галузі чи області. Наприклад, продажі фірми А протягом 1 кварталу. Цей тип даних інкапсулює різноманітні точки даних, які призвели до кінцевої точки даних. Підмножину точок даних може бути неможливо спостерігати або неможливо визначити, але вона може бути практичним методом для підвищення точності моделі прогнозу попиту. Джерело даних можна знайти в документах фірми, комерційних чи приватних агентствах чи офіційних джерелах.

### Етап 4: Обчислення параметрів моделі
Після того як модель і дані отримані, фокусуються на отриманні значень впливу незалежних змінних на залежну змінну. Як приклад обчислення параметрів моделі лінійної регресії
{\displaystyle Y_{i}=\beta _{0}+\beta _{1}X_{i}+e}
полягає у знаходженні коефіцієнтів {\displaystyle \beta _{0}} і {\displaystyle \beta _{1}}, які задають рівняння прямої {\displaystyle y=\beta _{0}+\beta _{1}x}. Значення коефіцієнтів знаходяться так, щоб мінімізувати суму квадратів похибок {\displaystyle \sum (Y_{i}-{\hat {Y_{i}}})^{2}}, де {\displaystyle {Y}_{i}} — спостережувані дані, а {\displaystyle {\hat {Y}}_{i}} — прогнозовані дані, які обчислюються як {\displaystyle {\hat {Y}}_{i}=\beta _{0}+\beta _{1}{X_{i}}}.
Очевидно, що прогнозовані значення не будуть точними. Тому важливим є наступний етап.

### Етап 5: Перевірка точності моделі
Розрахунок точності прогнозу попиту — це процес визначення точності прогнозів, зроблених щодо попиту споживачів на продукт. Розуміння та прогнозування попиту клієнтів є життєво важливим для виробників і дистриб'юторів, що дозволяє уникати вичерпання запасів і підтримувати достатній рівень запасів. Хоча прогнози ніколи не бувають ідеальними, вони необхідні, щоб підготуватися до фактичного попиту. Для підтримки оптимізованих запасів та ефективних ланцюгів поставок, точні прогнози попиту є обов'язковими.

#### Розрахунок точності прогнозів ланцюга поставок
Точність прогнозу в ланцюзі поставок зазвичай вимірюється за допомогою середньої абсолютної відсоткової помилки або MAPE (Mean Absolute Percent Error). Статистично MAPE визначається як середнє відсоткове значення помилок.
Більшість практиків, однак, визначають і використовують MAPE як середнє абсолютне відхилення, поділене на середні продажі, що є просто MAPE, зваженим за обсягом, також називають співвідношенням MAD/Mean, (Mean Absolute Deviation). Це те саме, що поділити суму абсолютних відхилень по кожному товару на загальний обсяг продажів усіх товарів. Цей розраховується за формулою
{\displaystyle {\frac {\sum {|A-F|}}{\sum {A}}}},
де A — фактичне значення, а F — прогноз, також відомий як WAPE (Weighted Absolute Percent Error), зважена абсолютна відсоткова помилка.
Ще один цікавий варіант — зважений {\displaystyle {\text{MAPE}}={\frac {\sum (w\cdot |A-F|)}{\sum (w\cdot A)}}} . Перевага цього показника полягає в тому, що він може зважувати помилки, тому ви можете визначити, як саме ваги потрібні для оцінювання вашого бізнесу: без валового прибутку або ABC. Єдина проблема полягає в тому, що для сезонних продуктів ви створите невизначений результат, коли їх продажі = 0 і це призводить до втрати симетричності. Це означає, що у випадку коли реальні продажі вищі, прогноз буде набагато неточнішими, ніж якщо вони нижчі за прогноз. Тому sMAPE також використовується для виправлення цього, це відоме як симетрична середня абсолютна відсоткова помилка.
І останнє, але не менш важливе: для моделей періодичного попиту жодне з перерахованих вище не є дійсно корисним. Отже, ви можете розглядати MASE (Mean Absolute Scaled Error, середня абсолютна масштабована помилка) як хороший KPI для використання в таких ситуаціях, проблема полягає в тому, що він не такий інтуїтивно зрозумілий, як наведені вище. Ще одним показником, який слід враховувати, особливо коли існують періодичні або часткові моделі попиту, є SPEC (Stock-keeping-oriented Prediction Error Costs, витрати на помилку прогнозування, орієнтовані на збереження запасів). Ідея цього показника полягає в тому, щоб порівняти прогнозований попит і фактичний попит шляхом обчислення теоретичних понесених витрат протягом прогнозованого горизонту. Він передбачає, що прогнозований попит, вищий за фактичний, призводить до витрат на утримання запасів, тоді як прогнозований попит, нижчий за фактичний, призводить до альтернативних витрат. SPEC враховує часові зміни (прогноз до або після фактичного попиту) або аспекти, пов'язані з вартістю, і дозволяє порівнювати прогнози попиту на основі бізнес-аспектів.

#### Похибка розрахунку прогнозу
Похибку прогнозу потрібно розраховувати, використовуючи фактичні продажі як базу. Існує кілька форм методів обчислення похибок прогнозу, а саме середня відсоткова помилка, середньоквадратична похибка, сигнал відстеження та зміщення прогнозу.

### Етап 6: Перевірка гіпотези
Коли модель визначена, її використовують для перевірки теорії чи гіпотези, висловленої на першому етапі. Результати повинні описувати те, чого намагаються досягти, і визначати, чи є теорія чи гіпотеза істинною чи хибною. По відношенню до прикладу, наведеного на першому етапі, модель повинна показати взаємозв'язок між еластичністю попиту на ринку та кореляцією, яку він має з минулими продажами компанії. Це повинно дозволити менеджерам приймати обґрунтовані рішення щодо оптимальної ціни та обсягу виробництва нового продукту.

### Етап 7: Прогнозування
Останнім кроком є прогнозування попиту на основі набору даних і створеної моделі. Щоб спрогнозувати попит, використовуються оцінки вибраної змінної, щоб побачити вплив, який вона має на попит. Що стосується оцінки вибраної змінної, можна використовувати регресійну модель або застосувати як якісні, так і кількісні оцінки. Приклади якісних і кількісних оцінок:

#### Якісна оцінка
- Ринок прогнозів[en]
- Дельфійський метод
- Теорія ігор

#### Кількісна оцінка
- Дискретно-подійне моделюванн
- Екстраполяція
- Метод групового урахування аргументів (GMDH)
- Прогнозування на основі еталонного класу[en]
- Кількісні аналогії
- Прогнозування на основі правил
- Нейронні мережі
- Добування даних
- Спільний аналіз[en]
- Причиннісна модель[en]
- Сегментування ринку
- Моделі експоненційного згладжування
- Метод Бокса — Дженкінса[en]
- Гібридні моделі